# Pseudoclausia tschimganica
Pseudoclausia tschimganica là một loài thực vật có hoa trong họ Cải. Loài này được A. Vassil. miêu tả khoa học đầu tiên.